# Глазчатая курица
Глазчатая курица (лат. Leipoa ocellata) — австралийская птица из семейства большеногов, известная своим методом высиживания кладки.

## Описание
Глазчатая курица — птица длиной примерно 60 см. Самцы весят 2—2,8 кг, самки — от 1,52 до 2 кг. У птиц сильные ноги и короткий, согнутый клюв. Оперение на голове и шее от коричневого до голубовато-серого. Верхняя часть тела и крылья имеют коричневые и черноватые полосы. Цвет брюха — грязно-белый.

## Распространение
Глазчатая курица обитает на юге и юго-западе Австралии в полусухих эвкалиптовых лесах, называемых малео.

## Образ жизни
Глазчатая курица — это обитающая на земле всеядная птица. Пары птиц остаются вместе несколько лет.
Австралийской зимой, то есть начиная с апреля или мая, оба партнёра копают яму глубиной 1 м и шириной 3 м и наполняют её растительным материалом, который собирают в окрестности до 50 м. Как только незначительные осадки увлажнят растительный материал, самец покрывает его слоем песка. Влажность сохраняется благодаря яме и в результате брожения растений возникает тепло. Наверху, в куче, сооружается ниша для яиц: холм вместе с ямой с песком и землёй может достигать высоты до 1,5 м и ширины до 4,5 м. Благодаря теплу, выделяемому при разложении растений, и солнечным лучам температура внутри достигает примерно 33 °C. Самец почти 10 месяцев в году занят своей кучей. Он каждый день месяцами проверяет температуру своими рецепторами на клюве и регулирует её, добавляя или убавляя землю.
Вплоть до откладывания яиц самец охраняет кучу и прогоняет даже самку. В сентябре или октябре в нишу откладываются от 2 до 34 яиц с промежутком в несколько дней. Через 49—96 дней появляются цыплята и пробиваются наружу. Они сразу самостоятельные: через день уже могут перелетать на небольшие расстояния. Взрослые птицы больше не заботятся о подрастающем поколении. Примерно через 1,5 года птенцы становятся взрослыми.

## Популяция
Общее количество глазчатых куриц оценивается от 20 000 до 30 000 взрослых особей. Так как жизненные пространства превращаются в пашни и пастбища, вид относят к уязвимым.

## Систематика
Международный союз орнитологов относит глазчатую курицу к монотипическому роду и не выделяет подвидов.